# Catasetum cristatum
Catasetum cristatum (tên tiếng Anh là Comb-like Catasetum) là một loài phong lan.

## Hình ảnh

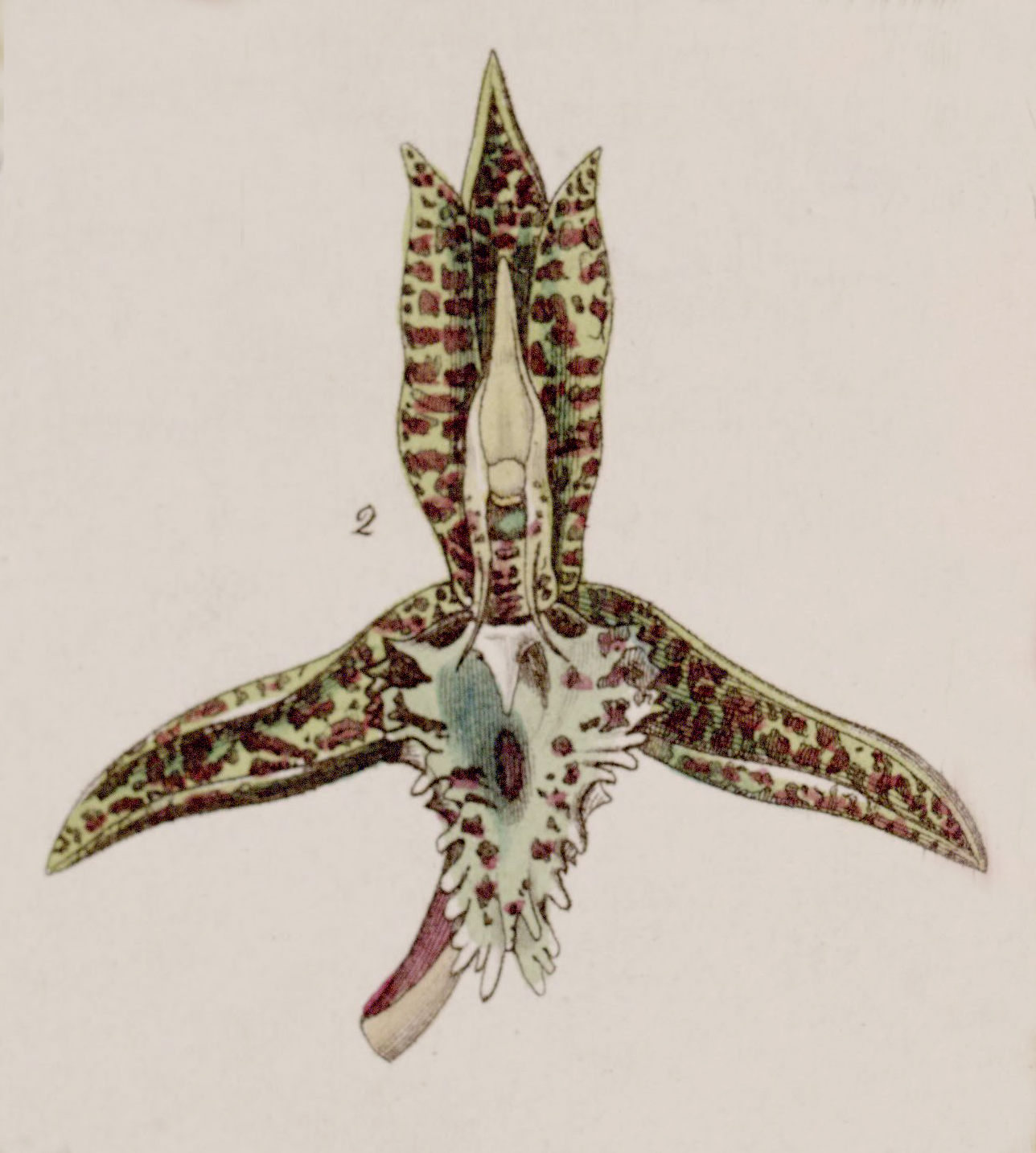
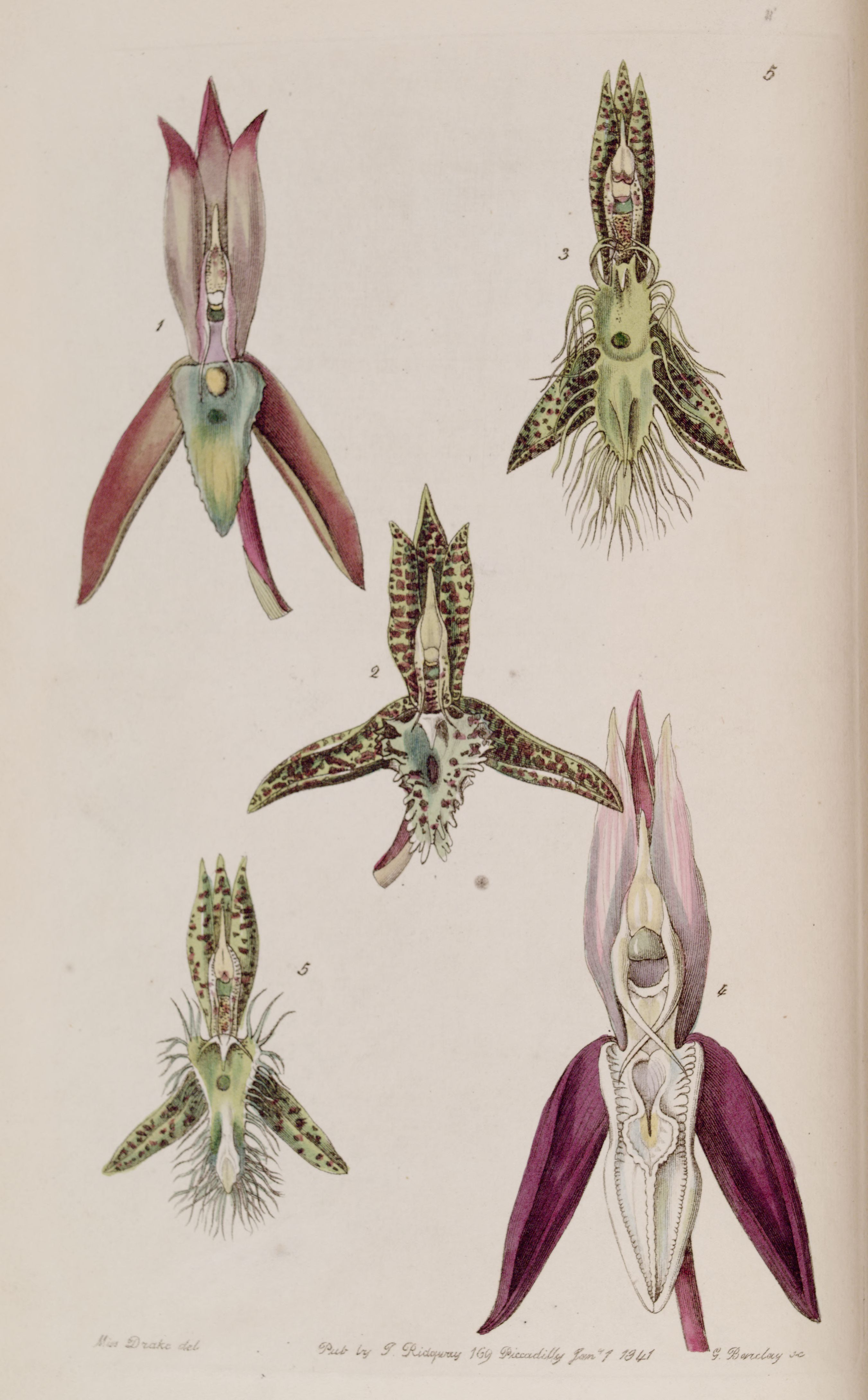
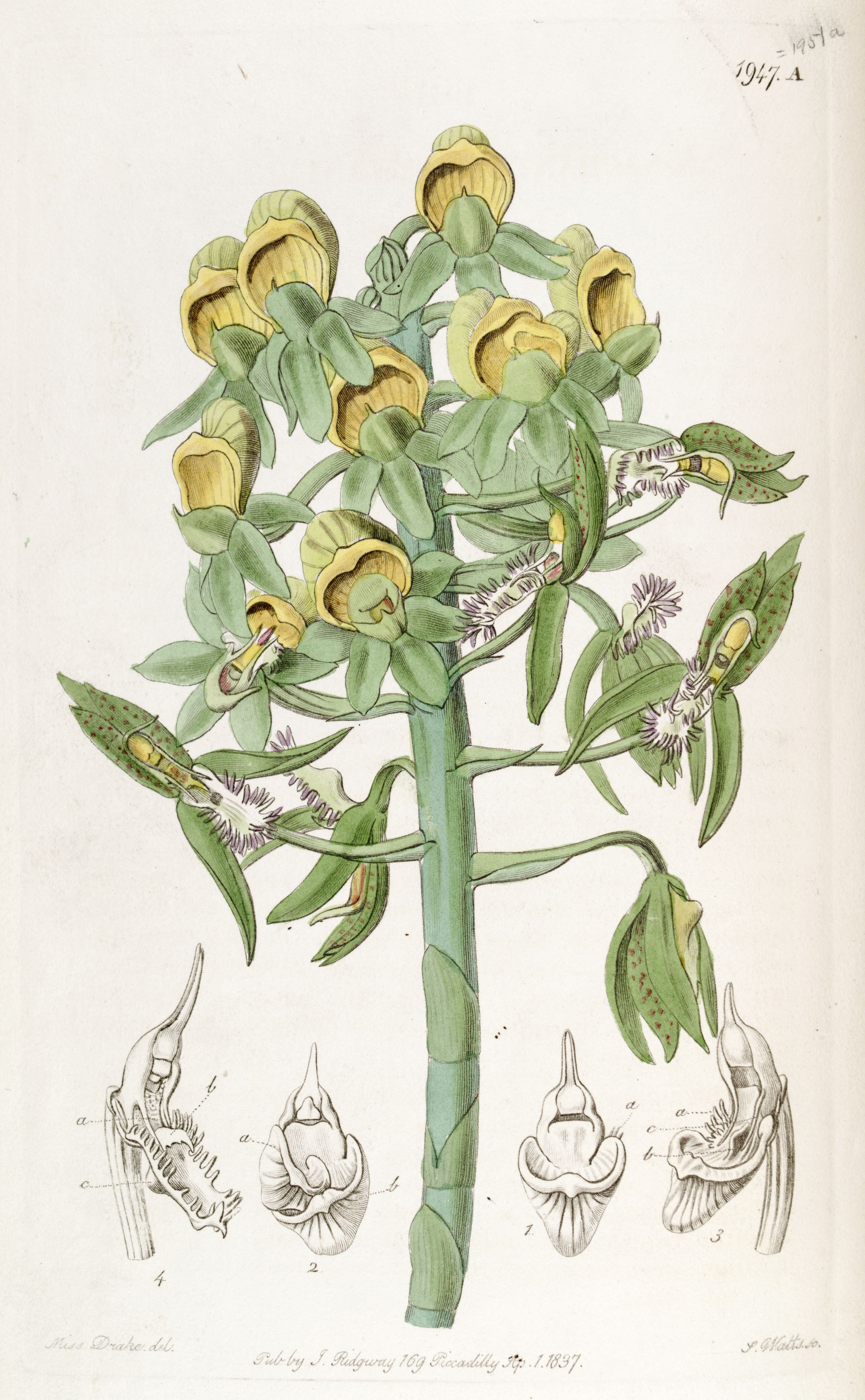